# یانگ تای-یونگ
یانگ تای-یونگ (به انگلیسی: Yang Tae-Young) ژیمناست زادهٔ ۸ ژوئیهٔ ۱۹۸۰ میلادی اهل کشور کره جنوبی است.